# カイン (戯曲)

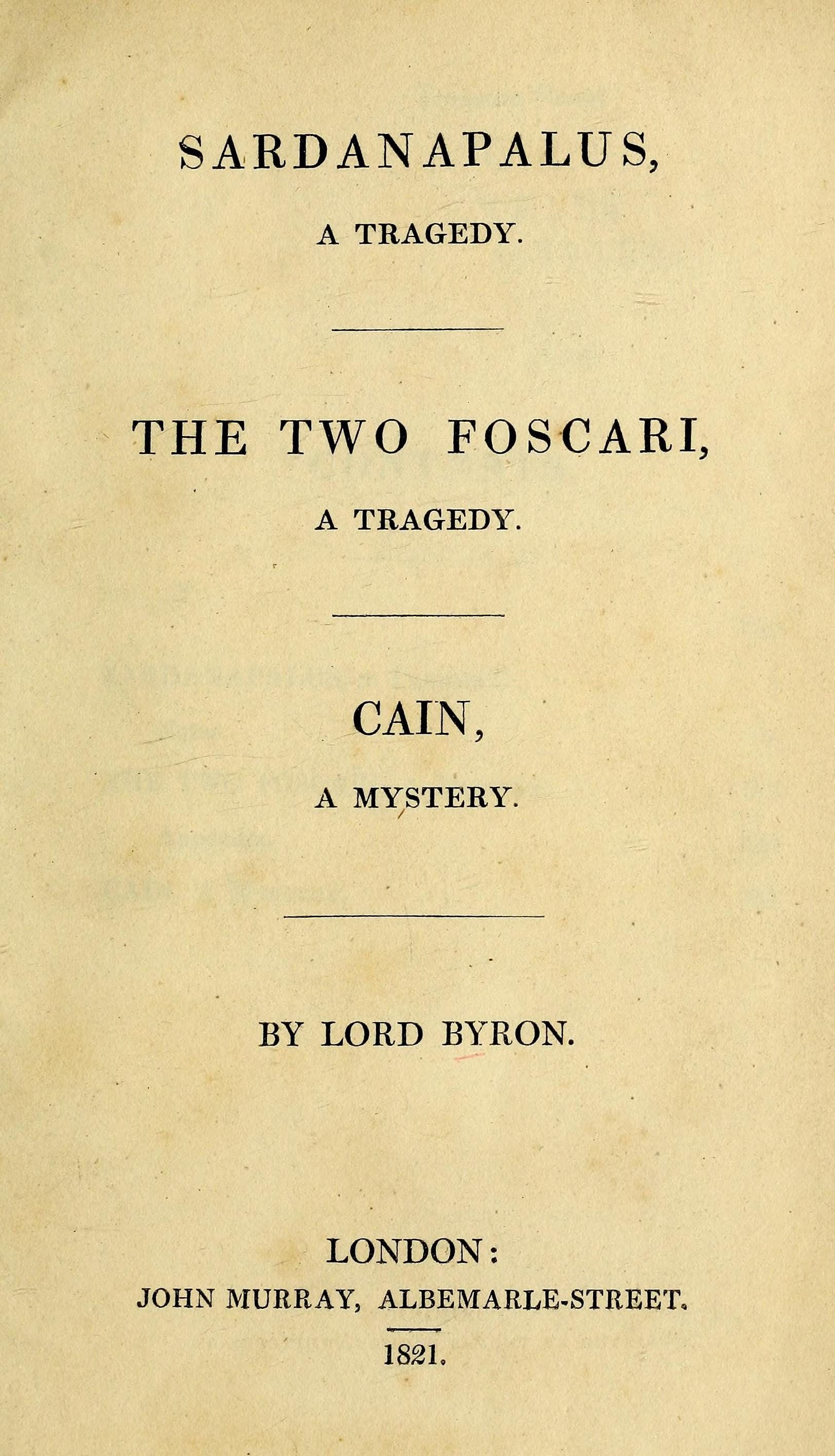
初版の標題紙、1821年

『カイン』（Cain）は、1821年に出版されたジョージ・ゴードン・バイロンによる戯曲。この作品では、旧約聖書のカインとアベルの物語がカインの視点から描かれている。『カイン』は、レーゼドラマとして知られる文学ジャンルの一例である。

## 登場人物
- アダム
- イヴ
- カイン - 長男
- アベル - 次男
- アダ - カインの姉妹で妻
- チラ - アベルの姉妹で妻
- ルシファー
- 主の天使

## 評価
マルグリット・ユルスナールは、『カイン』はバイロンにとっての近親相姦への強迫観念的な重要性が強く暗示された作品であると述べている。